# Пласа (Румыния)
Пла́са (рум. plasă, множественное — plăși) — административная единица второго порядка Королевства Румыния, промежуточная между жудецом и коммуной. Глава пласы назывался претором и назначался префектом жудеца.

## История

Административно-территориальное деление в 1927-1938 годах с пласами

Впервые деление жудецов на более мелкие административные единицы — пласы — было осуществлено в 1925 году, после присоединения к Румынии Бессарабии, Буковины и Трансильвании.
В 1938 году, после проведения новой административной реформы и появления цинутов, пласы были упразднены — вместо них вводились претуры (волостные претуры). Однако уже в 1940 году деление на цинуты было отменено, а деление на пласы — возвращено.
В 1941—1944 году, во время румынской администрации Молдавской ССР и части Украинской ССР, более мелкие единицы жудецов бывшей Бессарабии (губернаторства Бессарабия и Буковина) назывались пласами; более мелкие единицы жудецов остальной оккупированной территории (губернаторство Транснистрия) назывались районами (raionul).
6 сентября 1950 года вступил в силу закон о новом территориальном устройстве Румынии. Регионы укрупнялись, при этом жудецы стали называться областями (рум. regiune), а пласы — районами (рум. raionul).
В феврале 1968 года была возвращена система жудецов, при этом жудецы перестали делиться на пласы.
В 2010 году было предложено поделить жудецы на более мелкие административные единицы — кантоны (рум. canton), которые бы соответствовали упразднённым пласам.